# Мыслина-Люблинецкая
Мыслина-Люблинецкая (пол. Myślina Lubliniecka) — остановочный пункт железной дороги (платформа) в селе Мыслина в гмине Добродзень, в Опольском воеводстве Польши. Имеет 2 платформы и 2 пути.
Остановочный пункт построен в 1868 году, когда село Мыслина (нем. Mischline, Мишлине) было в составе Королевства Пруссия.